# Amy Roberts
Amy Roberts (* 1988 in Penzance) ist eine britische Jazzmusikerin (Alt-, Tenor- und C-Melody-Saxophon, Klarinette, Flöte).

## Leben und Wirken
Roberts, die in Penzance aufwuchs, lernte zunächst Querflöte. Während einer Sommerschule wurden ihre Fähigkeiten erkannt; ohne dass sie bis dahin eine formale Ausbildung auf dem Saxophon hatte, studierte sie zwischen 2007 und 2011 klassisches Saxophon am Royal Northern College of Music in Manchester. Von 2011 an war sie für vier Jahre Mitglied der Big Chris Barber Band (und war deren erstes weibliches Mitglied überhaupt), mit der sie in zahlreichen Ländern Europas spielte. Sie gehört der Magnificent 7 Jazz Band an, mit der sie zwei Alben veröffentlichte, und leitet gemeinsam mit Richard Exall ein eigenes Quintet. 
Auch trat sie mit dem Pasadena Roof Orchestra, The London Swing Orchestra, Pete Longs Echos of Ellington, Keith Nichols Blue Devils Orchestra und Harry Strutters Hot Rhythm Orchestra auf. Auch tourte sie mit Alex Vargas durch Großbritannien und trat mit The Committed auf. Tom Lord: zufolge war sie zwischen 2011 und 2013 an 8 Aufnahmen beteiligt.

## Preise und Auszeichnungen
2010 erhielt sie auf dem College die Martyn Edwards Bursary für außerordentliche Jazzaufführungen. Sowohl 2009 als auch 2011 gewann sie die Kategorie „Rising Star“ bei den British Jazz Awards. 2015 erhielt sie diesen Preis in der Kategorie „Vermischte Instrumente“.

## Diskographische Hinweise
- Magnificent 7 Jazz Band The Good, The Bad and The Ugly! (2014)
- Richard Exall/Amy Roberts Quintet Why Not? (2014)
- Magnificent 7 Jazz Band A Jazz Odyssey (2015)
- Amy Roberts’ Gentlemen of Jazz I’m Concessin’ (2016)